# Полиандрия у насекомых

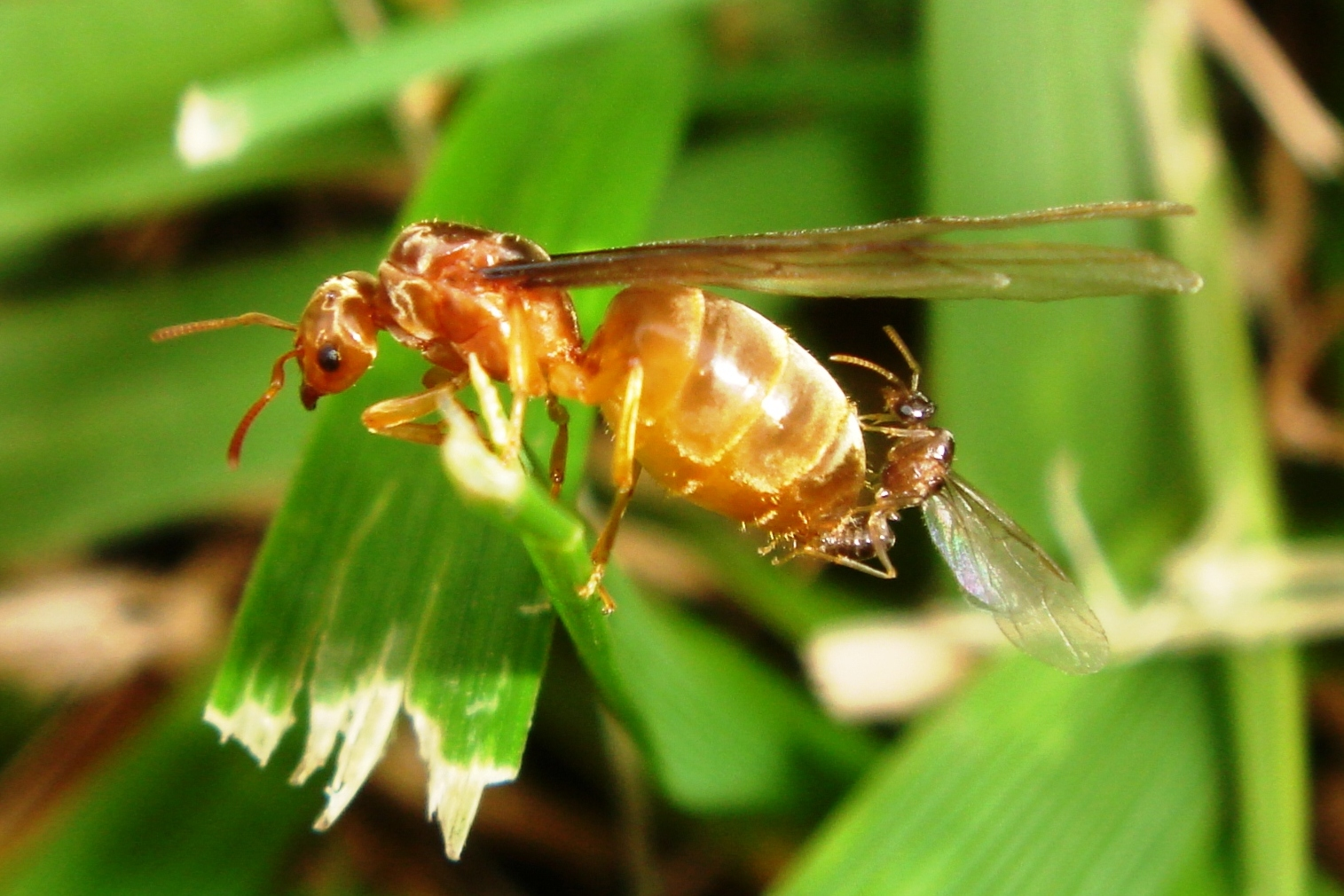
Брачный полёт муравьёв

Полиандрия у насекомых (от др.-греч. πολυ- — много и ἀνήρ, родит. падеж ἀνδρός — муж) — редкая форма полигамии, при которой самка насекомых спаривается с несколькими самцами.

## Описание

### Полиандрия у муравьёв и пчёл
Наиболее полиандринными видами являются эусоциальные или общественные представители отряда перепончатокрылые: пчёлы и муравьи. Матка медоносной пчелы Apis mellifera спаривается до 24 раз, Китайская восковая пчела Apis cerana — до 30 раз, кочевые муравьи Dorylus — до 17 раз, а Eciton — до 12 раз, жнецы Pogonomyrmex — до 18 раз, самка муравья-листореза Atta sexdens — до 8 раз, осы Vespula maculifrons и Vespula squamosa — до 10 раз (Page, 1986).
Зафиксирован рекордный случай спаривания самки гигантской медоносной пчелы Apis dorsata с 53 самцами (Moritz et al., 1995).
Эволюция полиандрии у общественных перепончатокрылых насекомых (Hymenoptera) может быть вызвана отбором на уровне колонии, а также потому что она затрагивает распределение атрофированных диплоидных самцов в колониях (нормальные самцы в этом отряде гаплоидны) или тем, что это увеличивает генетическое разнообразие рабочих особей (Pamilo, 1991).

### Полиандрия у жуков
Полиандрия обнаружена у некоторых жуков-чернотелок, например у малого булавоусого хрущака (Tribolium castaneum).